# Seifeddine Akremi
Seifeddine Akremi, né le 2 avril 1990, est un footballeur tunisien évoluant au poste de défenseur gauche.
Le 27 mai 2016, il est suspendu à vie avec deux de ses coéquipiers (Khaled Korbi et Kaïs Amdouni) par la Fédération tunisienne de football pour avoir agressé le gardien Youssef Trabelsi de l'Avenir sportif de La Marsa à la fin du match ayant eu lieu le 22 mai. Il est condamné dans la foulée à six mois de prison avec sursis.
Il se fait connaître à l'occasion de la coupe du monde de football des moins de 17 ans 2007.

## Palmarès
- Coupe nord-africaine des clubs champions :
  - Vainqueur : 2010
- Championnat de Tunisie
  - Vainqueur : 2014